# Brezovička
Brezovička (in tedesco Hainburg, Hamburg o Hamborg, in ungherese Hámbor, in ruteno Hamborg) è un comune della Slovacchia facente parte del distretto di Sabinov, nella regione di Prešov.

## Storia
Fondato nel 1320 da coloni tedeschi con il nome di Haynburg che vi amministravano la giustizia secondo il diritto germanico, entrò a far parte dei domini della rocca di Torysa. Nel XVII secolo vi si insediarono coloni ruteni.